# Manuela Perea
Manuela Perea, coneguda com La Nena, va ser una cantant i ballarina catalana del romanticisme, a la segona meitat del segle xix, que va actuar regularment al Liceu de Barcelona i va destacar a l'especialitat de dansa espanyola, especialment a l'escola bolera, que en aquella època gaudia de la seva màxima esplendor.
Una de les seves parelles artístiques va ser en Manuel Pérez, que més tard esdevindria director del Teatre Principal, del Liceu, del Circ Barcelonès i del Teatre dels Camps Elisis. En 1859 va actuar al Liceu com a primera ballarina, al costat del coreògraf Ricard Moragas, als seus espectacles Celos y caliá, El carnaval de Venècia i La hija del Guadalquivir. En 1860 va protagonitzar al Circ Barcelonès Soledad la cortijera, amb Àngel Estrella. Era una obra de caràcter "agitanat", amb balls populars andalusos estilitzats, com també, per exemple El zapateado de Cádiz o La rondeña, als que també va actuar i que estaven de moda a Barcelona. Com els altres artistes contemporanis a ella, els alternava amb balls catalans també estilitzats, amb altres d'altres indrets d'Europa i amb la dansa clàssica.